# Michael Alexander
Michael O'Donel Bjarne Alexander (Winchester, 19 giugno 1936 – Londra, 1º giugno 2002) è stato uno schermidore britannico, vincitore di una medaglia d'argento nella scherma ai giochi olimpici.